# Stare Węgorzynko
Stare Węgorzynko – wieś w północno-zachodniej Polsce, położona w województwie zachodniopomorskim, w powiecie łobeskim, w gminie Węgorzyno, na północny wschód od jeziora Wolnowo, a na południowy wschód od Jeziora Czarne Górne.
W latach 1946–1998 miejscowość administracyjnie należała do województwa szczecińskiego.

## Zabytki
- park dworski, pozostałość po dworze[3].